# 神護寺三像

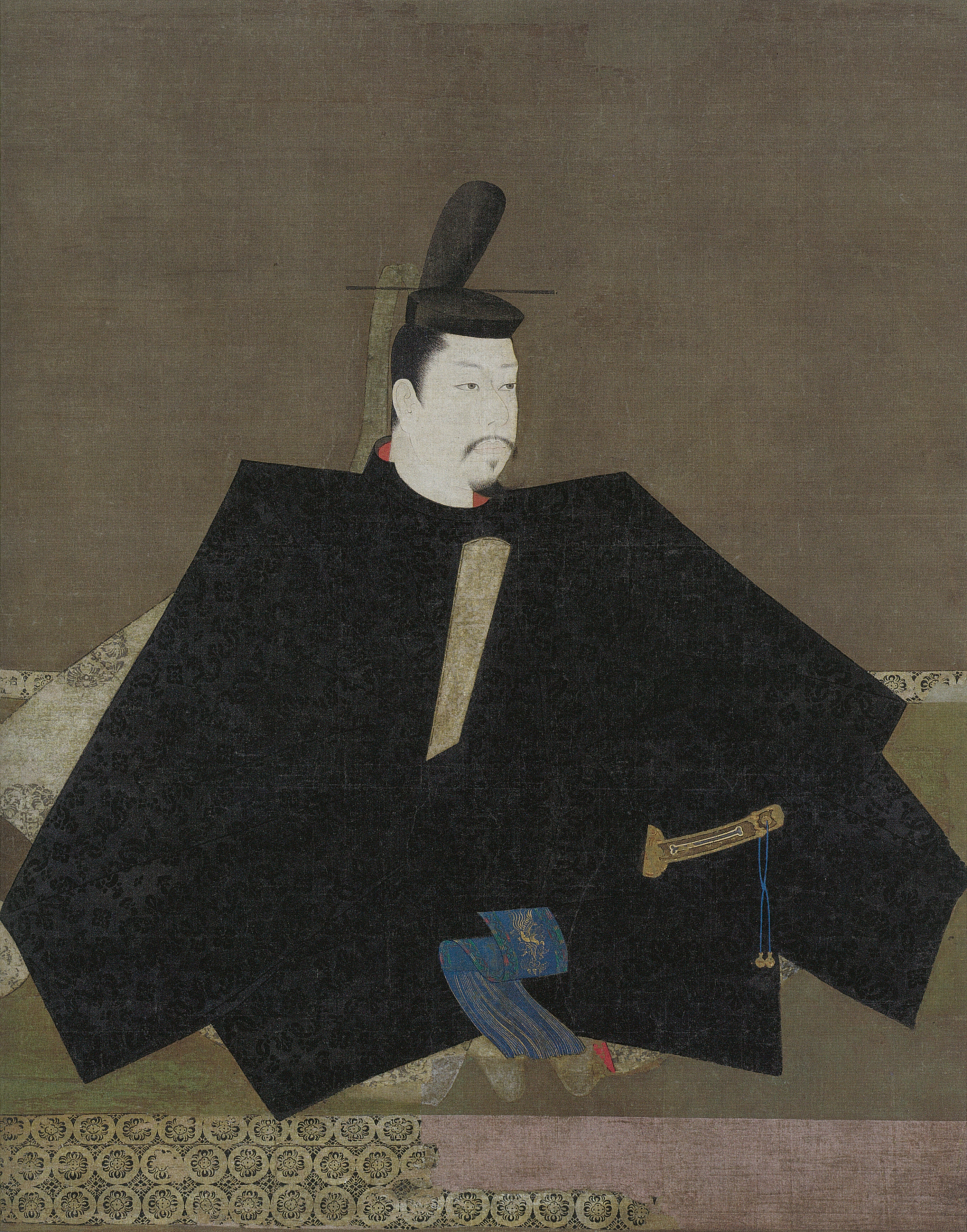
伝源頼朝像

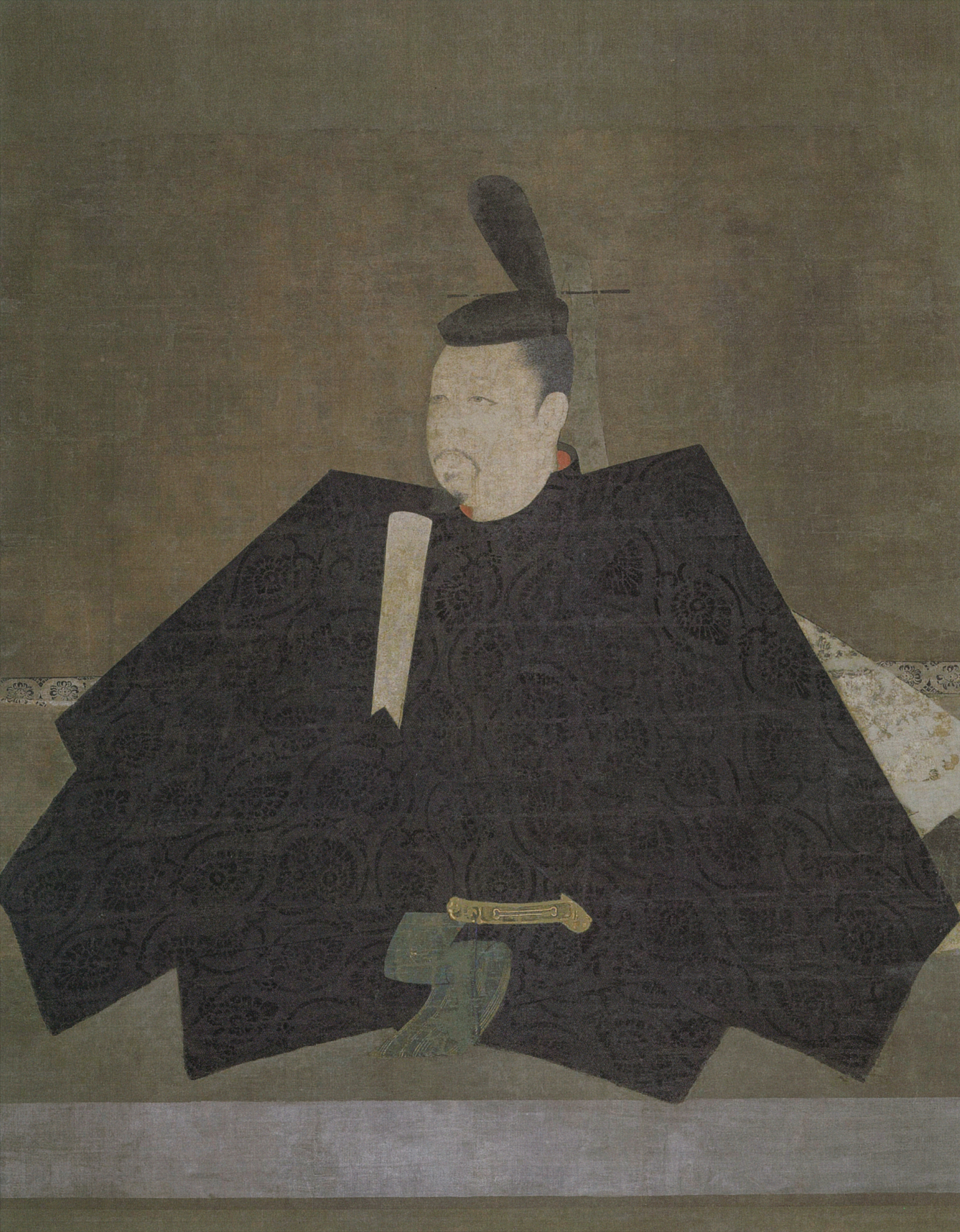
伝平重盛像

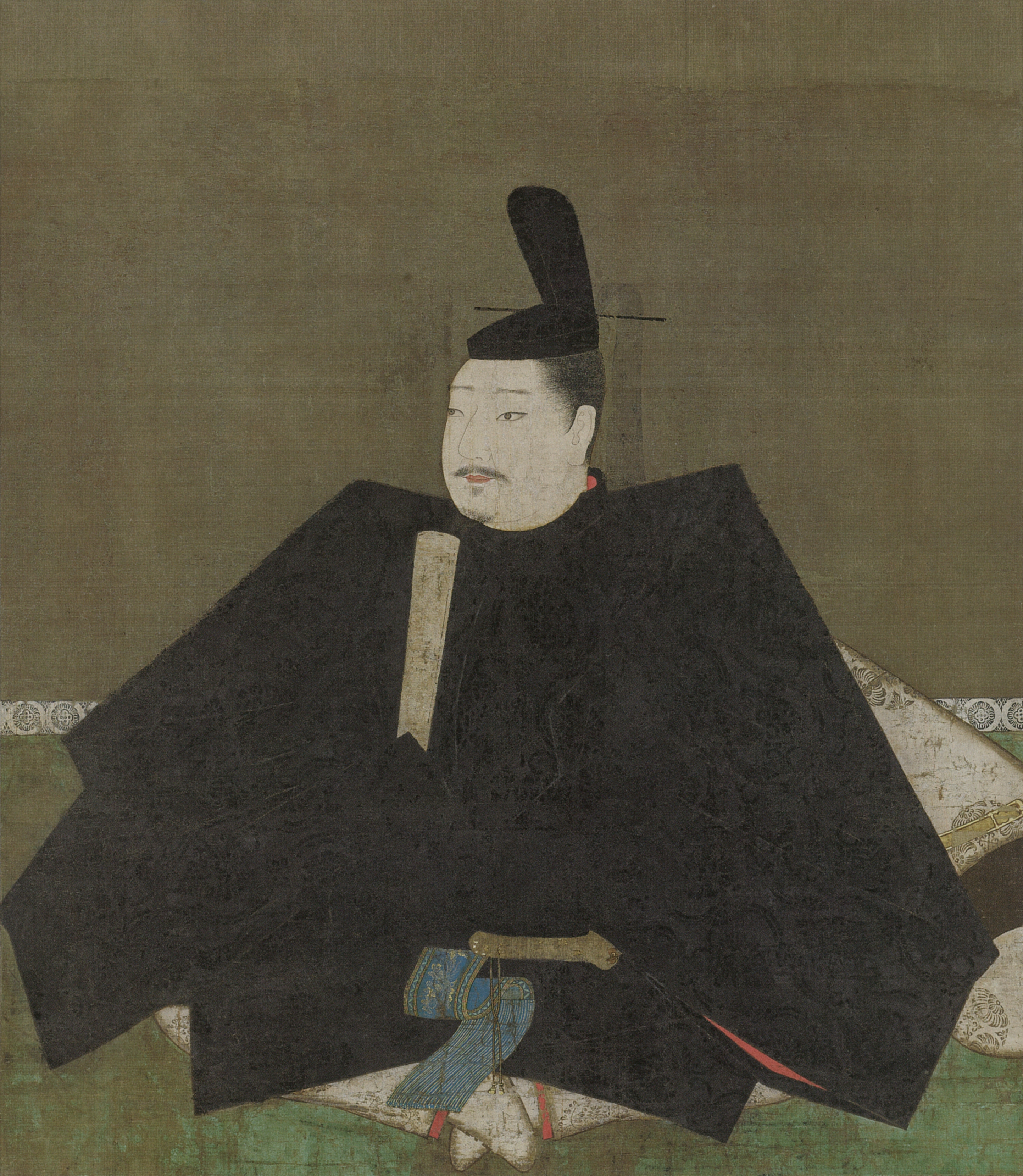
伝藤原光能像

神護寺三像（じんごじさんぞう）は、京都神護寺が所蔵する三幅の絹本著色の肖像画。「絹本著色伝源頼朝像、絹本著色伝平重盛像、絹本著色伝藤原光能像」の名称で1951年（昭和26年）に国宝に指定された。

## 概要

### 作品の基本情報
この三像とも絹本著色、掛幅装。サイズは伝源頼朝像が縦143cm、横112.8cm、伝平重盛像が縦143cm、横112.2cm、伝藤原光能像が縦143cm、横111.6cmで、人物はほぼ等身大に表される。三像とも絹を複数貼り合わせるのではなく、一枚絹（1幅1舗）に描かれている。伝頼朝像は向かって右斜め、伝重盛像、伝光能像は向かって左斜め向きに、上畳（あげだたみ）上に座す。三像とも束帯姿で、黒色の袍（ほう）を着用し、冠を被り、笏（しゃく）を持って威儀を正し、太刀を佩用する。伝頼朝像、伝光能像は足には襪（しとうず）を履くが、伝重盛像の足は現状では見えない。足の上あたりに見える細長い布は太刀の平緒である。袍の文様は、伝頼朝像が輪無唐草文、伝重盛像、伝光能像が轡（くつわ）唐草文である。太刀は、伝光能像では柄（つか）部分が剥落しているが、伝頼朝像、伝重盛像のそれは、柄の形式から毛抜形太刀であることがわかる。有職故実的な検討から三像とも四位以上の公卿であり、武官であることが判明している。
作者は藤原隆信と伝えられている。一見して共通性の高い像だが、研究の進展により三像には描法や裏彩色などに違いがある。制作年代については諸説ある（くわしくは後述）。画風は大和絵に宋画の手法を加味したものと評され、ひげ、眉、睫毛、髪の生え際などは細かく線を重ねる丁寧な墨描きで表現され、伝頼朝像の面部にはごく淡い朱色の隈取りをほどこして立体感を表出している。伝重盛像は面部などの画面に損傷が多く、上畳の前方のへりの文様はほとんど消失している。伝光能像は他の2像より少し遅れた時期に作られ、やや作風が劣ると評されている。
所有者は神護寺。伝頼朝像、伝重盛像は京都国立博物館、伝光能像は東京国立博物館にそれぞれ寄託されている。毎年5月1日から5日に開かれる神護寺の曝涼（虫干し）展では、伝頼朝像、伝重盛像の2像は神護寺に里帰りし一般公開される（有料）。伝光能像も、東博の常設展などで定期的に公開される。

### 評価
日本の中世の肖像芸術を代表する絵画作品の一つとされている。似絵の名品とされることもあるが、似絵とは紙本で白描を基本とした略筆・小型の肖像を指し、絹本の着色画で細部まで丹念に描いた大型の肖像である神護寺三像とは、絵としての性格が大きく異なる。単に外見のみならず人物の内面を描こうとしている様子がうかがえ、中国南宋画の影響を受けたものと考えられている。日本では特に、像主の強い意志と剛健さが感じられる伝源頼朝像の評価が高い。伝平重盛像は、アンドレ・マルローによって紹介されたことでヨーロッパで高評価を受けており、ルーブル美術館で展示されたこともある。伝藤原光能像は、前二像と比べると人物表現などの面で明瞭な差異がある。

### 像主・作者
通説では、源頼朝・平重盛・藤原光能の肖像画とされ、12世紀末の似絵の名手藤原隆信の作とされてきた。しかし、1995年に頼朝像は足利直義、重盛像は足利尊氏、光能像は足利義詮の肖像画であるとする新説が発表され、以後、像主・成立時期などをめぐって論争が続いている（後述）。なお、論争の過程で、三像の成立は早くとも藤原隆信の死（1205年）以降であることが明らかとなっており、隆信を三像作者とする説は、通説・新説いずれからも既に否定された。ただし、通説支持者から三像は隆信が描いた原画を元に作成されたとする説も出されている。

### 文化財指定
三像は明治30年（1897年）12月28日、古社寺保存法に基づく国宝（旧国宝）に指定された（明治30年内務省告示第88号）。指定名称は「源頼朝外三人肖像絹本著色掛幅（伝藤原隆信筆）四幅」。三幅でなく四幅となっているのは、「文覚上人像」を含むためである。文化財保護法施行後の昭和26年（1951年）、上述の4幅一括指定の絵画は「源頼朝像・平重盛像・藤原光能像」の3幅と「文覚上人像」（1幅）の2件の重要文化財に分割され、前者の3幅が文化財保護法に基づく国宝（新国宝）に指定された（昭和27年文化財保護委員会告示第1号および第2号）。国宝指定名称は「絹本著色伝源頼朝像 絹本著色伝平重盛像 絹本著色伝藤原光能像 三幅（各幅伝藤原隆信筆）」である。

## 研究史

### 通説
森暢の論文に代表される通説では、三像の像主を源頼朝・平重盛・藤原光能であるとしている。三幅の画には賛などは書かれておらず、画自体に像主を明示する記述は何もない。しかし、南北朝時代初め（14世紀中葉）頃に成立したとされる『神護寺略記』に、「神護寺の仙洞院（1188年建立）に、後白河院、平重盛、源頼朝、藤原光能、平業房らの肖像があり、それらは藤原隆信の作品である」との内容の記述があり、これが三幅の像主を平重盛、源頼朝、藤原光能に比定する根拠となった。また、明らかに神護寺伝源頼朝像を模写して描かれた大英博物館所蔵の源頼朝像には、賛に頼朝像との明記があり、成立期が南北朝-室町時代とされることから、通説を補強する有力な根拠となっている。これらを根拠に三像は鎌倉時代前期の作品で、平安時代以前の絵画作品に比べ、精緻で写実的な画風が特徴的であり、これは中国宋代に隆盛した精緻な肖像画の影響が12世紀末の日本に伝わって成立したものと評価されてきた。

### 源豊宗による疑義
ただし、こうした通説に異論が全く無いわけではなかった。美術史家の谷信一は一時、鎌倉初期に三像に先行する作品が全く無く、しかも突然完成した表現を備えているのは理解に苦しむとし、鎌倉中期の作だと想像している。
また美術史家の源豊宗も疑念を抱いた一人である。三像の装束形態に着目すると非常に鋭利な直線的構造をもち、藤原隆信の子・信実が描いた「後鳥羽上皇御影」（水無瀬神宮蔵、1221年）とも、隆信と同時代の「伴大納言絵巻」「信貴山縁起絵巻」「鳥獣戯画」の描線と余りに掛け離れている。これを、鎌倉初期の様式とするには美術史的に不合理であり、三像の勁直な様式は鎌倉時代末期に近いと考えた。そこで画像の衣装風俗を検討すると、冠の纓が纓櫃に上から挿入され、一旦上方に彎曲して垂下する形式や、冠の笄が左右に長く一直線なのは、室町時代の「足利義持像」（神護寺蔵）が初例である。三像が座す高麗縁の畳の模様も、鎌倉中期以前にはなく鎌倉末から室町時代にかけて流行した模様で、「金沢貞顕像」（称名寺蔵）や前述の「足利義持像」と同じである。また三像は畳を2枚重ねて敷いた上に座しているが、鎌倉時代中期以前は天皇の肖像でさえ畳は1枚であり、畳の2重敷はやはり鎌倉末の「金沢貞顕像」や「足利義持像」などで見られる形式である。更に、神護寺三像に使われている横幅1mを超える絵絹は、鎌倉初期には存在せず、後期に入ってようやく2尺を超える物が現れ、鎌倉末まで類品を見ることは出来ない、などと論じた。
他にも、日本画家の桜井清香も、前項の森論文は「隆信筆だと決めてかかった考え方からであって、如上幾多技法上に於いて鎌倉末の証拠がありながら、強いて初期にあてはめた感がある。」として、源の意見に賛意を示している。しかし、1980年代までこうした意見は大英博物館本という決定的な証拠もあって無視され、森論文のような通説は疑いの余地のないものと考えられてきた。

### 修理報告と相次ぐ新説

#### 宮島説の登場
しかし、1980年代に入ると神護寺三像をめぐる条件が大きく変わっていく。まず、1979年秋から1年半をかけて三像は修理され、制作当初の美しさを取り戻した。更に1983年、詳細な修理報告書が発行されたことで、研究条件は大きく前進した。ついで1984年に宮島新一によって、神護寺三像と『神護寺略記』とを結びつける通説に疑問が出され、10年後に出版した自著で、平緒の色感と嘉禄元年（1225年）の自賛をもつ「俊芿像」の人物表現との類似から、その翌年に完成した北白河院による神護寺再興事業に伴って制作されたとする説を提出した。現在、宮島の説を支持、或いは好意的な美術史家は複数存在し、彼らは神護寺三像は13世紀前半の作品だとしている。

#### 米倉の新説と黒田の補論
更に1995年、当時東京国立文化財研究所の米倉迪夫により、伝源頼朝像は足利直義像であるとする新説が発表され大きな反響を巻き起こした。その後、歴史学者の黒田日出男が米倉説を補強する所説を発表している。
米倉・黒田らの論拠は多岐に渡るが、主要なものとしては源の論説を追認し、着用している冠の形式が鎌倉末期以降にしか見られないこと、修理報告書で確認できる毛抜型太刀の下部に残存する痕跡から、当初は尊氏が後醍醐天皇から賜った桐紋の俵鋲をつけた太刀であったこと、三像に使用されるほどの大きさの絹は鎌倉後期以降に出現し、それ以前は絹をつないでいたこと、三像の表現様式（眉・目・耳・唇等の画法）は、14世紀中期（室町時代前期）の肖像（「夢窓疎石像」天龍寺妙智院蔵）との強い類似が認められること、などであり、これらから三像の成立は南北朝期に置くことが最も自然であるとする。
もう一つ新説の有力な論拠となっているのが、康永4年（1345年）4月23日の日付の『足利直義願文』である。同願文は足利直義が神護寺にあてて発出したもので、「当家（足利家）は特に因縁があり、代々深く帰依して参りましたので、阿含経一軸と供に征夷将軍（足利尊氏）と自分の影像を神護寺に安置します。良縁をこの場で結び、現世と来世の（私の）所願がことごとく円満に成就しますように。」との内容を持つ。三像の強い共通性は足利将軍家に由来し、この願文を元に、通常2人の肖像が並立する場合、右に上位者、左に下位者を配置することなどを根拠として、米倉は左向きの伝平重盛像が足利尊氏、右向きの伝源頼朝像が足利直義であると比定する。
また、伝重盛像と同じ左向きの伝藤原光能像は、新説では足利義詮に比定されている。米倉は、京都等持院所蔵の足利義詮木像の風貌が伝藤原光能像と酷似していることを論拠としているが、他方、黒田は政治史的観点に基づく義詮説を提示している。1345年から数年間は尊氏・直義の二頭政治が行われたが、観応の擾乱で両者の関係が崩壊し、観応2年に直義が尊氏に勝利すると、尊氏は一旦政治の第一線から退き、直義は尊氏の子・義詮をパートナーに選び、新たな二頭政治を開始した。黒田は、この時に尊氏像（伝重盛像）の代替として新たに義詮像（伝光能像）が描かれたのであり、尊氏像に見られる大きな欠損や折りジワは、義詮像が描かれた際に用済みとなった尊氏像が折り畳まれていたことを示すものだとした。他にも義詮像（伝光能像）は、口元という顔のパーツの基本的な部位に修正がされているが、これは義詮が貞和5年（1349年）10月まで長く鎌倉にいたため、義詮の相貌に関して得ていた情報に不備があったためと説明することができ、通説における伝光能像が少し後に出来たという判断にも合致すると論じた。さらに足利尊氏と直義兄弟双方の著作（『足利尊氏』角川選書、平成29年初版、同年再版。『足利直義』平成27年初版、平成29年再版）を有する森茂暁は米倉、黒田説を比較検討したうえで南北朝・室町期の専門史家の立場から論を展開していて注目される。

#### 大英博物館本の否定
更に、通説の根拠の一つであった大英博物館本源頼朝像についても、その賛の内容などから江戸時代中期（18世紀）以降の成立であることが、黒田や日本中世史家の上横手雅敬によって示された。大英博物館本源頼朝像は1998年に修理のために里帰りし、翌年鶴岡八幡宮にて開催された『源頼朝公八百年祭記念 源頼朝公展』で公開されたが、この修理の際、画賛は後に書き加えられたのではないことが確認された。また、大英博物館本源頼朝像は大正9年（1920年）に山中商会から大英博物館に渡った作品であるが、それ以前に当作品の存在は全く知られておらず、伝来歴も不明である。大英博物館本を除くと、最古の写しは元禄11年（1698年）に狩野昌運によって写された聖福寺本だが、ほぼ同時期に描かれた源頼朝像（長勝寺、狩野洞雲筆）は、伝源頼朝像とは全く似ておらず、当時の狩野派内でも神護寺本伝源頼朝の図様が共有されていなかった事が判る。神護寺の伝源頼朝が頼朝のイメージとして定着したのは、『集古十種』や近代以降の教科書や画集などによる。
以上の米倉・黒田らによる新説の提示により、通説はその論拠のいくつかを失い、以降、通説と新説の間で大きな論争が続くこととなった。

### 新説への反論
米倉は、伝重盛像を足利尊氏、伝光能像を足利義詮に比定する際、等持院に伝わる尊氏木像・義詮木像との外見類似性を論拠の一つに挙げているが、美術史学者の宮島新一は、神護寺三像と二像しか記載されていない『足利直義願文』を結びつけるのは学術上許されず、日本の肖像画は必ずしも外見の類似から像主を判断できないため、外見類似性を像主決定の論拠とすることを批判した。故実家の近藤好和は、三像の衣装・武具を綿密に考証し、三像の成立が13世紀前期まで遡りうることを示している。ただこの意見に対し、上限はその通りではあるが、絵画に描かれた人物の服装は、注文主や描いた絵師の意志で決まり、必ずしも有職故実に則り正確に描かれるわけではない、との批判もある。なお、画像を所有する神護寺は、現時点では宮島説などを援用して新説を完全に否定する公式見解をウェブサイトに掲載している。

### 周囲の反応

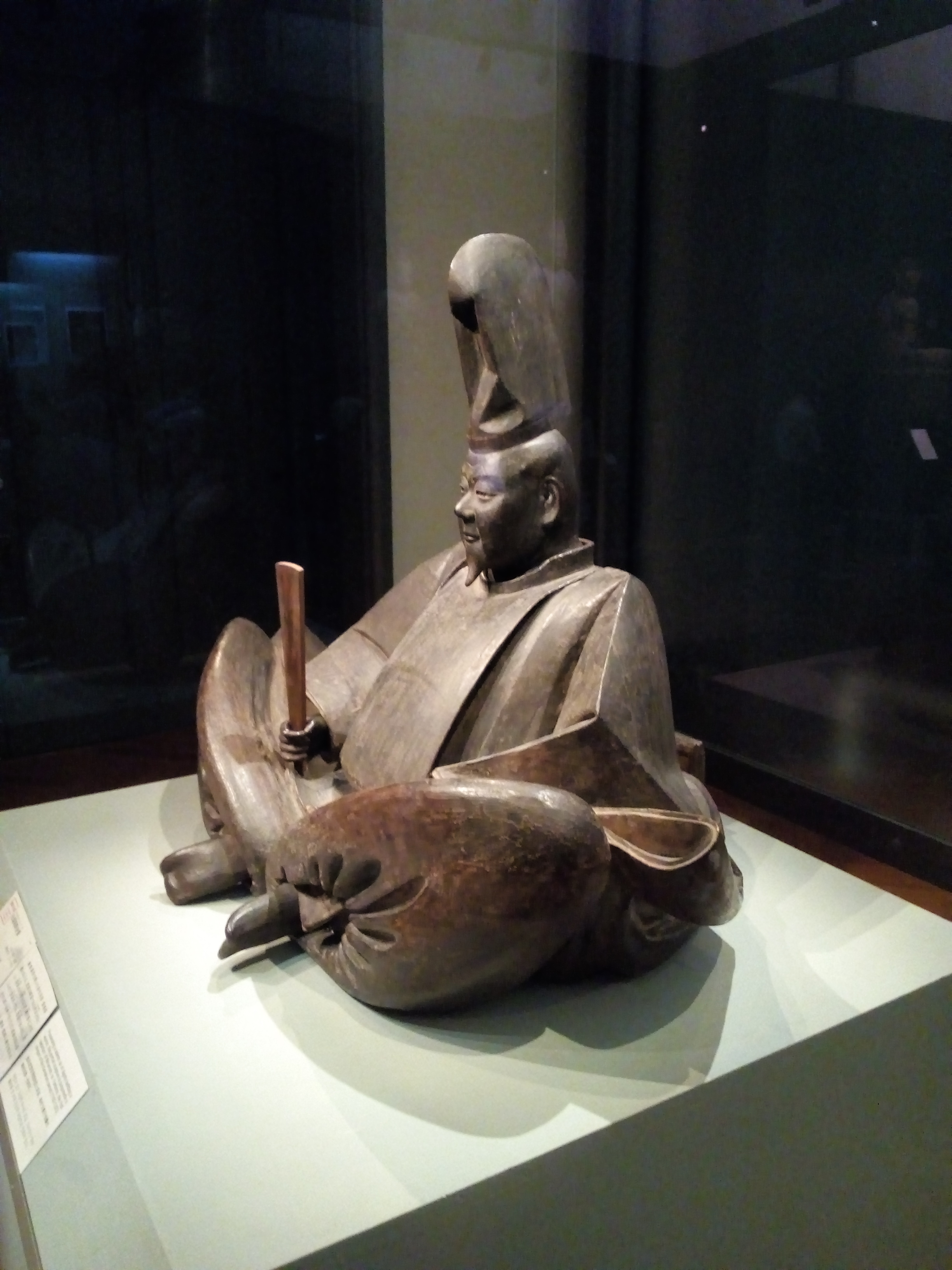
東京国立博物館所蔵、木造伝源頼朝像

主に歴史学からは、論拠が明確だとして新説を支持する意見が出されている。しかし、美術史の立場からは、三像の画風が平安後期-鎌倉初期のものであり、様式から見て南北朝期のものとは言い難く、三像の成立を南北朝期まで下らせる積極的理由のないことが繰り返し強調されるなど、両者間の断絶は大きい。ただ、今なお議論があるものの、概ね新説が定着しつつある。
神護寺三像の人物比定に関する通説が揺らぎ、信用に足る源頼朝肖像画が消滅した影響は歴史教科書にも波及した。2002年（平成14年）、東京書籍発行の小学校用教科書が神護寺本伝源頼朝像を削除したのを嚆矢に同頼朝像の教科書からの退場が始まった。その後、独特の傾向を見せる中学校用教科書を除いて、各社の小学校用、高等学校用教科書では神護寺本伝源頼朝像から東京国立博物館本伝源頼朝坐像や甲斐善光寺本源頼朝木像への画像の差し替えが進み、神護寺本源頼朝像は教科書から消える傾向にある。
なお、新説による時代の降下を、価値の低下と捉えるのは正しくない。依然として神護寺三像が、日本美術史における肖像画の最高傑作の一つであることに変わりなく、むしろ質の高さと「伝」がつく像主の不安定さ故に孤立していた三像が、史料の裏付けを通じて確かな像主名を得たことで歴史に根を張ったといえる。

### 黒田の再反論と深化
2011年から12年にかけて、黒田は米倉の説を受け継ぎ、神護寺三像に絡んだ論考を相次いで発表している。黒田は、神護寺三像を語る際、「肖像画の最高傑作の一つである伝頼朝像を論ずること」と「歴史上の人物である源頼朝に一番ふさわしい肖像・イメージは何か」ということは厳密に分けて考えるべきだが、両者が混線して無用の混乱を起こしていると考えた。そこでまず、『源頼朝の真像』で甲斐善光寺にある「木造源頼朝坐像」の胎内銘を読み解き、13世紀の第1四半期頃に北条政子が願主となって作られた、確実に頼朝を表した唯一の像である事を示した。これで、神護寺三像を源頼朝像と言い続ける必然性も必要性も無くなったとし、12年の『国宝神護寺三像とは何か』で集中的に論述する。

#### 研究史の確認
最初に、三像の研究史を丹念に辿る。三像の比定作業は明治時代の文化財調査によって急いでなされた中での出来事であり、その判断は極めて粗く、その訂正の歴史を確認する。そうした中で、比定の大きな根拠となっていた『神護寺略記』と「大英博物館本源頼朝像」は、神護寺三像との関係は否定されているのに、像主名だけは変更されずにいる不条理を指摘する。残る論拠は、神護寺に代々頼朝像として伝わってきたという伝承（寺伝）しか残っていない。しかし、そもそも寺伝は、時代が下るとより有名な人物、もしくは寺にとって重要な人物に仮託される傾向がある。また、史料上でも三像を頼朝像などと記すのは、寛永14年（1637年）に作成された『神護寺霊宝目録』（内閣文庫蔵）までしか遡れず、根拠にはなり難い。

#### 絵絹と大きさの検討
次に源豊宗が着目した絵絹の大きさについて再検討し、日本や中国の絵画に使われている絵絹を悉皆的に調査する。結果、鎌倉初期までは横幅が1mを超える作品は全て祖師像であり、俗人肖像画である神護寺三像に近い作品は見られない。また、その祖師像も一枚絹ではなく、複数枚の絵絹を貼り合わせて大画面を作っている。鎌倉末になると幅広の一枚絹に描かれた頂相が現れ、南北朝時代に三像と同じ大きさや更に大きい俗人肖像画が少数ながら描かれている。こうした事から、三像は鎌倉初期の作品とすると孤立は免れず、南北朝時代に描かれたとするのが時代的に相応しいと考えられる。美術史家は作風や様式を重視するが、黒田はまだ存在しない物（絵絹）に書くことはできない事を強調し、美術史家の作風や様式に拘り過ぎる姿勢を批判する。
今度は神護寺三像それ自体の検討に移る。源が言及した装束の特徴を追認し、やはり三像の装束は鎌倉末から南北朝にかけての特徴を備えていると確認する。また三像の面貌表現をよりはっきりと検討するため、三像の顔を復元模写すると、「伝重盛像」と「伝頼朝像」は眼の表現と顔の上げ方以外瓜二つであり、これは両者が対として制作された可能性が高いことを示す。通説では、三像を描き得る程の高い技量を持った絵師が、氏素性が異なり、政治的に敵対関係にあった頼朝と重盛をここまで近い容貌で描く理由が説明し難い。新説ならば、1つ違いの同父同母の兄弟だから似ていたのだろう、という簡単な説明ですむ。ここで一度三像から離れ『足利直義願文』から予想される像容の条件を考え、神護寺にその条件に合う肖像を探すと、「伝重盛像」と「伝頼朝像」が完全に一致し、願文に相当する肖像はこの2点だと証明できたとしている。

#### 制作意図 ―《互いの御影》
更に願文を検討して三像が描かれた状況や背景の考察に移る。願文の日付は23日で、これは尊氏・直義の母上杉清子の月命日に当たり、願文の1年前直義は同じ23日に高野山金剛三昧院に寄進していることから、二像の寄進は母の菩提を弔うためだと考えられる。黒田は当時の政治状況から推測を進めて、この頃室町幕府における尊氏・直義兄弟の二頭政治に綻びが見られ、母・清子はそれに心を痛めてながら亡くなった。そこで直義は母の願いを聞き届け、二頭政治を継続する政治的意志を込めて対の肖像を奉納したと想定する。
しかし、直義が対の肖像画を奉納するというアイデアを自分で思いつくのは困難で、それを教示・示唆した人物がいるはずである。そして、それは直義と交流深かった夢窓疎石しか考えられない。そこで、願文の前年に出版された、足利直義が質問し、夢窓疎石がそれに答えた問答集『夢中問答集』に着目する。その第91段に解脱上人貞慶が、達磨寺に達磨大師と聖徳太子の対の肖像を安置した話や、更に第7段には、弘法大師が描いた八幡大明神像と、八幡大明神が弘法大師を描いた対の肖像画《互の御影》が、ほかならぬ神護寺に安置された逸話が記されている。この《互の御影》は現存しないが、やはり神護寺にある鎌倉時代の写しはほぼ神護寺三像と同じ大きさであり、平安から鎌倉時代に作られた弘法大師像もこれらに近い大きさである。なお、こうした祖師像は賛文を伴わないのが普通で、三像に賛文がないのも、賛文が伴うことが多い武家肖像画の系譜ではなく、祖師像に連なるためだと考えられる。また、中世は聖徳太子信仰が盛んであり、弘法大師は太子の後身（生まれ変わり）とされ、疎石は直義に戦乱の世を鎮め、太子の政治を手本として仏法を興隆するよう強く期待していた（第17段）。直義もこの疎石の期待に応え、全国に安国寺利生塔を建立している。他方の八幡大明神は、武神で源氏の氏神であり、二頭政治において武力を担当し、源氏の棟梁である尊氏に自然と重なる。
これらの理由から、伝平重盛像は尊氏と八幡大明神のダブルイメージ、伝頼朝像は直義と弘法大師と聖徳太子のトリプルイメージが投影されており、両像は二頭政治を体現し、南北朝の動乱の時代に衆生を導くために顕現した八幡大菩薩・尊氏と、仏法をもって世を治める聖徳太子（弘法大師）・直義を表象した新たな《互の御影》として、神護寺に奉納されたと考えられる。言い換えれば、二頭政治を聖化した肖像画であり、だからこそ二頭政治が尊氏から義詮に交代した際に足利義詮像も作られた。三像に他の俗人肖像画に見られない荘厳さが感じられるのは、その大きさもさる事ながら、こうしたイメージ操作があるからである。なお、安置する目的自体に変更はないため、新たな願文は作られなかったと見なせる。そして、直義の死とともに記録から忘れ去られた三像は、近世になって周知の源頼朝の像となって出現するのである。

### 黒田説への反応

#### 肯定側
仏教絵画を専門にする美術史家・泉武夫は、多くの仏画からサンプル画像を集め、絹目を編年的に比較する研究を行った。絵絹は、やや太い横糸1本に対し、縦糸が2本という比で織られるのが一般的で、糸の太さや織りの密度には、生産地（日本か中国か）や年代によって異なる傾向がある。泉によると、絵絹は平安後期が比較的密度が高く上質で、鎌倉前期には更に密になる。鎌倉末期から南北朝に入ると疎らに変わって縦糸が細くなり、南北朝後期から室町時代は縦・横糸共に細く粗い組織となる。桃山から江戸になると再び織成の密度は高まる。これをふまえて三蔵の絵絹を観察すると、二本の縦糸が極端に細く絹目が空き気味な頼朝・重盛像の絵絹は、13世紀中に類品は全く見られない。近いのは14世紀に下る「鳥羽天皇像」（根来寺と万願寺にある2点）、「金沢貞顕像」などで、三像は14世紀に作られた日本の絵絹だと指摘し、黒田の絵絹論を補強した。また泉は、伝頼朝像と「夢窓疎石像」は、表現のみならず絹の組成も近似していることを指摘し、「夢窓疎石像」の写実技法と「鳥羽天皇像」における広絹の施工法を組み合わせれば、絵画史的にも14世紀に伝源頼朝像が出現する可能性はあるとしている。
また鎌倉期の肖像画を研究する伊藤大輔は、13世紀前半に宋風を積極的に取り入れた「明恵上人樹木坐像図」が、相貌表現に限っては未だ大和絵的表現に留まっているのに対し、神護寺三像はより漢画風が強まっており、頂相の移入を通じた宋代肖像画を吸収した果てに生まれたのが妥当とし、14世紀の作品と論じた。更に、中世やまと絵の専門家・高岸輝は、伝頼朝像と伝重盛像が柔らかな淡墨の輪郭線や朱の暈を駆使して立体感と実在感を描き出し、平安から宋からの流れが感じられるのに対し、伝光能像は輪郭線や暈がやや生硬でより形式化が進んでいるのを指摘する。この形式性は、15世紀に活躍した土佐行広が描いた「足利義満像」（1408年、鹿苑寺蔵）、「足利満詮像」（1418年以前、大徳寺養徳院蔵）、「満済准后像（1434年、醍醐寺三宝院蔵）に繋がる様式を示し、描いた絵師の候補として尊氏・義詮・義満周辺で活躍した土佐派の祖・土佐行光が有力だと推測できる。そう考えると、伝頼朝像と伝重盛像は古代から鎌倉時代へと続く肖像画の終点に、伝光能像は室町肖像画の始点にそれぞれ位置づけることができ、三像を中世絵画様式における継承と断絶を象徴する作品だと論じている。他には美術史家の加須屋誠は、14世紀の日本美術を初めて本格的に論じるなかで三像を取り上げ、他の14世紀の遺品との繋がりを指摘し、そのなかの頂点に位置する作品だと論じている。

#### 否定側
黒田の周到な論述と、泉による絵絹の時代変遷の検討によって、新説の論拠はほぼ固められつつあると言ってよい。しかし、一部の美術史家には根強い違和感が残っている。例えば辻惟雄は、「神護寺三像」と「夢窓疎石像」は部分部分を切り取れば似ているように見えるが、両者を直に観察すれば、線質などに10年ではきかないほど距離があると指摘。また、南北朝時代にこれほどの肖像画を描きうる絵師は想定しがたく、現場で多様な作品を見続けた経験に裏付けられた直感として到底承服出来ないと強く反発し、美術史家の河野元昭も賛意を示している。他にも美術史家の有賀祥隆は、三像に表れた風俗や有職故実などの初発性が問われるべきだとし、やはり作風から13世紀半ばを想定している。